# Tuchenbach
Tuchenbach là một đô thị thuộc huyện Fürth trong bang Bayern nước Đức. Đô thị Tuchenbach có diện tích 6,5 km², dân số thời điểm 31 tháng 12 năm 2006 là 1226 người.
Tuchenbach có cự ly khoảng 20 km về phía tây Nuernberg. Các khu vực gần nhất là Obermichelbach, Veitsbronn, Puschendorf và thị xã Herzogenaurach..